# ケリン
ケリン（英: khellin）は、フラノクロモン、フランである。親油性であり血管拡張薬の機能を持つ。エジプトで民間薬として用いられてきたセリ科のアンミ（旧学名:Ammi visnaga）の種子に存在し、アンミの英名"Khella"にちなみ命名された。
エジプトでは、アンミが腎疝痛の治療に用いられた。腎疝痛の発生は、主に住血吸虫症の感染と結石の形成により起こる。この植物の混合物は利尿薬としての性質を持ち、エジプトで腎疝痛の治療のための民間薬として用いられた。化合物としてケリンが同定された後、その性質が研究され始めた。その結果、この物質は尿管と冠動脈を拡張することが明らかとなった。
この物質は吸収が難しく、また目まい、頭痛、胃腸の不調、吐き気等の副作用を催すため、全身投薬には用いられない。しかし、局所的な尋常性白斑の治療には用いられている。20世紀初頭には、毒性が低く効能の高いケリンのアナログの探索が行われた。この研究で多くの薬品が発見されたが、アミオダロンとクロモグリク酸ナトリウムは現在でも医療用途に用いられている。
ケリンの副作用を改良したケリン誘導体を用いた白斑に対するKUVA療法が行われている。

## 医学的用途
リスクがベネフィットを上回ることが多いため、治療目的での利用は推奨されないことが多い。にもかかわらず、アンミは中東、エジプトやその周辺地域でしばしば利用される。望ましくない副作用としては、めまい、可逆的な胆汁鬱滞性黄疸、偽アレルギー反応、肝酵素（トランスアミナーゼとγ-グルタミルトランスフェラーゼ）の値の上昇などがある。

### 尋常性白斑
尋常性白斑は、皮膚の一部で色素の喪失が引き起こされる疾患である。ケリンの局所的な塗布とUVA照射によって、毛包のメラノサイト（メラニン産生細胞）を刺激して尋常性白斑の治療を行うことができる。こうした手法の1つが、尋常性白斑の影響を受けていない領域で水疱を形成し、尋常性白斑の領域へ移植する、blister roof transplantationである。ケリンを局所的に塗布し紫外線を照射ことで、治療部位に色素が回復する。ケリンの全身投与は肝酵素値の上昇や広範囲の光線過敏症を引き起こすが、外用ではこうした副作用は軽減される。尋常性白斑の治療には一般的にはソラレンが用いられるが、ソラレンは光毒性やDNA変異原性が高い。ケリンと紫外線の併用は有効であるが、光老化の促進や皮膚がんのリスクの増加が懸念されている。

### 腎臓結石
茶や錠剤の形でアンミのエキスを日常的に摂取することでシュウ酸カルシウムによる腎臓結石の形成が阻害され、高シュウ酸尿症（尿中にシュウ酸が過剰に分泌され、結石が引き起こされる疾患）の治療に有効である。ケリンはシュウ酸の核形成を遅くするか防ぐことで、結石の形成を防いでいると考えられている。しかしながらシュウ酸カルシウムの核形成の研究では、アンミのエキス全体では核形成を遅延させ結石の構造を変化させることが示されているが、ケリン単独ではそうした効果はみられなかった。

### その他
ケリンの筋肉内注射は喘息の治療にも用いられる。ケリンは気管支拡張薬として作用するが、吐き気などの一般的な副作用が問題となる。
ケリンは選択的冠血管拡張薬として作用するため、狭心症に伴う痛みの緩和に利用される。経口または筋肉内投与されるが、服用方法にかかわらず、吐き気が主な副作用となる。